# Harar
Harar (druge različice so Hārer in Harer) ((amharsko ሐረር; harari: ሀረር; oromsko Adare Biyyo; somalsko Herer; arabsko هرر), staroselci v zgodovini poznan kot Harar-Gey ali preprosto Gey (Harari: ጌይ Gēy, lit. 'mesto'), je obzidano mesto v vzhodni Etiopiji. V arabščini je znano tudi kot mesto svetnikov (arabsko مدينة الأولياء, latinizirano: Madīna al-ʾAvlijāʾ).
Harar je glavno mesto regije Harari. Starodavno mesto stoji na vrhu hriba v vzhodnem delu države in je približno 500 kilometrov oddaljeno od etiopske prestolnice Adis Abebe na nadmorski višini 1885 metrov.
Harar je bil stoletja veliko trgovsko središče, ki je bilo s trgovskimi potmi povezano z ostalo Etiopijo, celotnim Afriškim rogom, Arabskim polotokom, Azijo in preko svojih pristanišč z zunanjim svetom. Harar Jugol, staro obzidano mesto, je UNESCO leta 2006 kot priznanje njegove kulturne dediščine uvrstil na seznam svetovne dediščine. Zaradi dolge zgodovine vpletenosti Hararja v času trgovanja na Arabskem polotoku je vlada Etiopije razglasila za kaznivo dejanje rušenje ali poseganje v katero koli zgodovinsko lokacijo ali opremo v mestu. Sem sodijo kamnite hiše, muzeji in predmeti, zavrženi iz vojne. Po podatkih Unesca »velja za 'četrto najsvetejše mesto' islama« z 82 mošejami, od katerih so tri iz 10. stoletja, in 102 svetišči.
Yahyá Naṣrallāh Fatḥ Madīnat Harar, neobjavljena zgodovina mesta v 13. stoletju, zapisuje, da so se legendarni svetnik Abadir Umar ar-Rida in številni drugi verski voditelji naselili na planoti Harar ok. leta 1216 (612 po hidžri). Kasneje je leta 1520 sultan Abu Bakr ibn Muhammad Harar spremenil v novo prestolnico sultanata Adal. Mesto je doživelo politični upad v času emirata Harar, ki je sledil, nekaj pomena pa je ponovno pridobilo šele v obdobju Kedivata Egipta. Med Etiopskim cesarstvom je mesto propadlo, medtem ko je ohranilo določen kulturni prestiž.

## Zgodovina
Kdaj je bil Harar ustanovljen, ni jasno in predlagani so bili različni datumi, nekateri navajajo, da so zgodnji semitski naseljenci v regiji verjeli, da so bili rodu Hadhrami. V vsakem primeru sodobno mesto Harar večinoma izvira iz leta 1700, vendar je mesto sama lokacija mesta veliko starejša.
Verjetno so bili prvotni prebivalci regije ljudje Harla. Harar je bil v 6. stoletju del kraljestva Harla. V islamskem obdobju je bilo mesto pod zavezništvom, imenovanim konfederalne države Zeila. Po besedah judovskega popotnika Benjamina iz Tudele iz 12. stoletja je bila Zeila dežela Havilah, ki jo je na zahodu omejeval al-Habaš.
V 9. stoletju je bil Harar pod sultanatom Ševa dinastije Maḥzūmī.
Islam se je na planoti Harar uveljavil v 10.–11. stoletju našega štetja preko trgovine z Zeilo. Do 13. stoletja je islam postal prevladujoča vera v regiji.

### Vzpon muslimanskih držav
Harar se je ob koncu srednjega veka pojavil kot središče islamske kulture in vere na Afriškem rogu.
Po Fatḥ Madīnat Harar je legendarni svetnik Abadir Umar ar-Rida skupaj s številnimi drugimi verskimi voditelji prišel z Arabskega polotoka, da bi se naselil na planoti Harar okoli leta 612 po hidžri (1216 n. št.), kjer naj bi Abadirja srečala Harle, ljudstvi Gaturi in Argobba. Po izročilu je Abadirjev brat Fakr ad-Din ustanovil sultanat Mogadiš, medtem ko je eden od njegovih potomcev ustanovil sultanat Hadija.
Po kronikah Amda Sejona I. iz 14. stoletja je bil Gēt (Gēj) kolonija v državi Harla. V srednjem veku je bil Harar del sultanata Adal, njegova prestolnica pa je postal leta 1520 pod sultanom Abu Bakrom ibn Muhamadom. 16. stoletje je bilo zlata doba mesta. Lokalna kultura je cvetela, tam so živeli in pisali številni pesniki. Znan je postal tudi po kavi, tkalstvu, izdelavi košar in knjigoveštvu.
Iz Hararja je Ahmad ibn Ibrahim al-Ghazi, znan tudi kot 'Gurej' in 'Grañ', kar pomeni 'levičar', v 16. stoletju sprožil osvajalno vojno, ki je razširila ozemlje države in ogrozila obstoj sosednje orientalsko pravoslavno krščansko Etiopsko cesarstvo. Njegov naslednik, emir Nur ibn Mudžahid, je okoli mesta zgradil zaščitni zid, da bi zaščitil prebivalstvo pred invazijo Oromov. Štiri metre visoka zgradba s petimi vrati, imenovana Jugol, je še vedno nedotaknjena in je simbol mesta za prebivalce ljudstva Harari. Ljudje Siltʼe, Volane, Halaba in Harari so živeli v Hararju, medtem ko so se prvi trije preselili v regijo Gurage.
Takoj po Ahmadovih vojnah je Harar doživel hudo lakoto. Cene hrane in živine so se občutno dvignile: ena sa'a (enota, enaka štirim prgiščam) sirka je stala 12 ašrafijev, enaka količina soli pa 15. Krava je stala več kot 300 ašrafijev. Ko si je gospodarstvo opomoglo od lakote, je cena sa'a sirka padla na 4–5 mahalakov (podpoimenovanje ašrafi). Druga lakota med vladavino Nur ibn Mudžahida je dvignila ceno sa'a sirka na 2 ašrafija. To je prva omemba ašrafijev in mahalakov kot apoenov denarja v Hararju.
Emirat Harar je koval tudi svojo lastno valuto, pri čemer najzgodnejše možne izdaje nosijo datum, ki se lahko bere kot 615 po hidžri (1218/19 n. št); vendar so bili prvi kovanci zagotovo izdani leta 1789 n. št., več pa jih je bilo izdanih v 19. stoletju.
Elisée Reclus (1886) opisuje dve glavni starodavni poti, ki vodita od Hararja do Zeile, ena pot poteka skozi deželo Gadabursi in ena skozi ozemlje Issa, oba podklana družine klana Dir:
»Dve poti, ki ju pogosto blokirajo vdori roparskih hord, vodita od Harrarja do Zeile. Ena prečka greben severno od mesta, od tam se ponovno spusti v porečje Awasha ob prelazu Galdessa in dolini ter od te točke teče proti morju skozi ozemlje Issa, ki ga prečka veriga trahitskih skal, ki se vije proti severovzhodu in prečka deželo Gudabursis leži južno od majhnega arhipelaga otočkov in grebenov na točki obale, kjer jo obdaja pleme Gadibursi. Ima dve pristanišči, eno, ki ga obiskujejo čolni, vendar je neizvedljivo za ladje, drugo pa nedaleč južno od mesta. , čeprav je zelo ozko, je globoko od 26 do 33 čevljev in nudi varno zavetje velikim plovilom.«

### Zaton
Po smrti emirja Nura se je v državi Harari začel stalen upad bogastva in moči. Kasnejši vladar, Imam Muhamed Džasa, sorodnik Ahmada Gragna, znan kot Ahmad ibn Ibrahim al Ghazi, je popustil pritiskom naraščajočih oromskih napadov in leta 1577 zapustil mesto ter se preselil v Auso in svojega brata postavil za vladarja Hararja. Nova baza ne samo, da ni zagotovila več varnosti pred invazijo Oromov, temveč je bila povezana s somalskimi vdori in sčasoma so jo ga napadli sosednji ljudje Afar. Imamat Ausa je v naslednjem stoletju propadel, medtem ko je Harar ponovno pridobil svojo neodvisnost pod Alijem ibn Da`udom, ustanoviteljem dinastije, ki je mestu vladala od leta 1647 do leta 1875, ko ga je osvojil Egipt.
Richard Francis Burton opisuje Harar med njegovim obiskom leta 1855:
»Starodavna metropola nekoč mogočne rase, edina stalna naselbina v vzhodni Afriki, dom muslimanske učenosti, obzidano mesto kamnitih hiš, ki ima svojega neodvisnega poglavarja, svoje nenavadno prebivalstvo, svoj neznani jezik in svoj kovanec, emporij trgovine s kavo, sedež suženjstva, rojstni kraj tovarne Chat«
V 19. stoletju je emir Ahmad III. ibn Abu Bakr ustavil ves uvoz in izvoz iz pristanišča Zeila in se namesto tega odločil za Berbero zaradi spora s svojo materjo, sestro glavnega somalskega klana Giri, ki je nadzoroval pot do Zeile. Po besedah Richarda Francisa Burtona, ki je med svojim potovanjem obiskal Berbero in Harar, je ponovil slavni hararski rek, ki ga je slišal leta 1854: »Kdor poveljuje v Berberi, drži v rokah brado Hararja.« V tem obdobju so bili sužnji staleža Sidama in Gurage pomembno blago, izvoženo na obalo. Pomemben del trgovine med dvema zgodovinskima mestoma Harar-Berbera so nadzorovali trgovci, ki so pripadali klanu Habr Aval. Isak je prav tako sodeloval pri trgovini s priznanimi kavnimi zrni Harari, ki so jih na mednarodnem trgu poimenovali Berbera Coffee. Harar je bil tudi dom številnih somalijskih učenjakov, ki so prišli v mesto, da bi študirali, najbolj opazen pa je bil šejk Madar, ustanovitelj Hargeise.
Zdi se, da je Harar začel bolj ali manj nenehno kovati kovance med vladavino emirja Abd al-Šakurja ibn Jusufa. Ohranjeni kovanci iz časa njegove vladavine so visoke kakovosti, z visoko vsebnostjo srebra in jasnimi napisi, ki odražajo uporabo dobrih matric. Valuta se je močno poslabšala pod Mohamedom ibn Alijem, ki je uvedel novo vrsto kovancev, močno legiranih s kositrom, da bi izpolnil svoje obveznosti do svojih bratov Gosa. Odredil je, da mora vsak, ki ima staro valuto, to zamenjati za novo. Muhamad Mukhtar, častnik v egipčanski vojski, je leta 1876 zapisal, da je to obsodil kot veliko goljufijo. Leta 1883 je nemški popotnik zapisal, da valuta ni vredna niti ene desetine svoje nominalne vrednosti.

### 19. stoletje
Leta 1875 je Mohamed Rauf Paša vodil egipčansko vojsko iz Zeile v notranjost jugovzhodne Etiopije in se pretvarjal, da je znanstvena ekspedicija. Harar je zasedel 11. oktobra 1875.
Rauf Paša je sprva začasno ukinil kovance Harari iz obtoka in poslal nekaj vzorcev v Kairo na analizo, v upanju, da jih bo nadomestil z egiptovsko valuto. Vendar egiptovska vlada ni mogla zagotoviti dovolj denarja za to in mu je svetovala, naj valuto Harari še naprej uporablja.
V obdobju egiptovske vladavine (1875–1884) je Arthur Rimbaud živel v mestu kot lokalni funkcionar več različnih komercialnih družb s sedežem v Adnu; leta 1888 se je vrnil, da bi nadaljeval s trgovanjem s kavo, mošusom in kožami, dokler ga smrtna bolezen ni prisilila, da se je vrnil v Francijo. Hiša, ki naj bi bila njegova rezidenca, je zdaj muzej.
Leta 1885 je Harar ponovno pridobil svojo neodvisnost pod Amirjem Abdulahijem, vendar je to trajalo le dve leti. Abesinske sile Ševa so napadle emirat Harar leta 1886, vendar so med bitko pri Hirni doživele poraz. Nekaj mesecev pozneje, 9. januarja 1887, med bitko pri Čelenku, bo ševanski kralj Menelik II. vodil osvojitev Hararja.
Harar je bil kraj, kjer je sodobna etiopska država pod Menelikom II. kovala svoje prve kovance, ki so nosili datum 1885 po etiopskem koledarju (1892 n. št.).
Harar je izgubil del svojega komercialnega pomena z izgradnjo francoske železnice Adis Abeba–Džibuti, ki je sprva nameravala potekati skozi mesto, vendar je bila preusmerjena severno od gora med Hararjem in reko Avaš, da bi prihranili denar. Kot rezultat tega je bil leta 1902 ustanovljen Dire Dava kot Novi Harar. Britanci so načrtovali oživitev zgodovinske trgovske poti Harar-Berbera s povezovanjem obeh mest po železnici kot sredstvo za krepitev trgovine. Vendar je parlament dal veto z utemeljitvijo, da bi škodovala Entente Cordiale med Francijo in Britanijo.
Vse trgovske poti, ki so povezovale Harar s somalijsko obalo, so potekale skozi somalska in oromska ozemlja, kjer sta imela podklana Gadabuursi in Issa iz družine Dir klana monopol nad trgovino, kot je omenjeno v Zgodovini Hararja in Hararijev.

### 20. stoletja do danes
Harar so zavzele italijanske čete pod poveljstvom maršala Rodolfa Grazianija med drugo italijansko-abesinsko vojno 8. maja 1936. Prvi bataljon nigerijskega polka, ki je napredoval iz Džidžige preko prelaza Marda, je 29. marca 1941 zavzel mesto za zaveznike. Po sklenitvi anglo-etiopskega sporazuma leta 1944 je vlada Združenega kraljestva dobila dovoljenje za ustanovitev konzulata v Hararju, čeprav Britanci niso želeli odgovoriti in dovoliti etiopskega konzulata v Hargeisi. Po številnih poročilih o britanskih dejavnostih v Haudu, ki so kršile Londonski sporazum iz leta 1954, je etiopsko ministrstvo za zunanje zadeve marca 1960 odredilo zaprtje konzulata.
Železnica od Berbere do Harrarja je bila predlagana kot sredstvo za lažji dostop do notranjosti protektorata in hkrati za oskrbo trgovine v Abesiniji; vendar je bil dan veto z obrazložitvijo, da bi bilo tekmovanje s francosko železnico od Džibutija do Adis Abebe slaba politika v času, ko je bila entente cordiale pravkar trdno utrjena.}}
Leta 1995 sta mesto in njegova okolica postala samostojna etiopska regija (ali kilil). Trenutno se gradi cevovod za prenos vode v mesto iz Dire Dave.

## Kultura
Sir Richard Burton pravi, da je Harar rojstni kraj rastline kat. Tudi prvotna udomačena rastlina kave naj bi bila iz Hararja.

## Demografija
Na podlagi nacionalnega popisa leta 2007, ki ga je izvedla Centralna statistična agencija Etiopije (CSA), je imelo mesto Harar skupno 99.368 mestnega prebivalstva, od tega 49.727 moških in 49.641 žensk. Šest največjih etničnih skupin, prijavljenih v Hararju so bili Amhara (40,55 %), Oromo (28,14 %), Harari (11,83 %), Gurage (7,94 %), Somali (6,82 %) in Tigrajci (2,76 %); vse druge etnične skupine skupaj so obsegale manj kot 2 % prebivalstva. Amharščino je kot prvi jezik govorilo 49,2 % prebivalcev mesta, oromsko 23,7 %, hararijsko 12,2 % in somalsko 6,6 %. Večji del mestnih prebivalcev je izpovedal etiopsko pravoslavno krščanstvo, pri čemer je 48,54 % prebivalstva poročalo o tem prepričanju, medtem ko je 44,56 % prebivalstva izjavilo, da so muslimani, 6,14 % pa protestantov.

## Opis mesta
Staro obzidano mesto Harar je razdeljeno na 5 četrti: Assum Bari, Argoba Bari, Sukutat Bari, Badro Bari in Asmadin Bari. Te četrti so nato nadalje razdeljene na soseske, imenovane toja, ki so pogosto poimenovane po muslimanskem svetišču ali pomembnem drevesu, ki služi kot lokalna znamenitost. Po mnenju S.R. Waldron, je bilo okoli leta 1975 59 takih sosesk.
V poznih šestdesetih letih prejšnjega stoletja se je po zunanji strani mestnega obzidja še dalo sprehoditi peš; to je trajalo približno eno uro.[71] V zgodnjih 1980-ih pa to ni bilo več mogoče, ker se je mesto začelo širiti iz obzidanega mesta, pri čemer so bile nekatere zgradbe zgrajene neposredno na zunanji strani obzidja. [71]

### Obzidje in vrata Hararja
Staro mesto Harar s približno površino 60 hektarjev je obdano z obzidjem na severni in vzhodni strani ter deloma na južni strani. Obstaja pet starodavnih mestnih vrat, ki so v smeri urinega kazalca s severne strani citadele:
- Assum Bari (na severu)
- Argobba Bari (na vzhodu)
- Suqutat Bari (na jugovzhodu)
- Badro Bari (na jugu)
- Asmadin Bari (na zahodu)

Druga vrata, kot so neuradna sodobna šesta 'vrata Harar', so bila zgrajena po abesinski invaziji v 19. stoletju.

### Hiše
Znane kot gej gar ('mestna hiša'), hararske hiše tvorijo poseben arhetip, ki se razlikuje od drugih muslimanskih regij in drugih delov Etiopije. Tradicionalna zasnova hiše je še danes v veliki uporabi z le manjšimi spremembami. Harari so zelo ponosni na svoje hiše in tvorijo pomemben del kulture Harari.
Obzidano naselje (abāt) je sestavljeno iz več rezidenc, ki si delijo iste stene, vendar niso med seboj povezane. Razporejene so okoli dvorišča, pri čemer večina oken gleda na dvorišče namesto na ulico. Vrata posameznih bivališč so skoraj vedno usmerjena proti vzhodu ali zahodu; vrata, obrnjena proti severu ali jugu, so redka. Po Kabirju Abdulmuheimenu Abdulnassirju imajo kmetje in trgovci pogosto vrata obrnjena proti vzhodu, da lahko zgodaj vstanejo za delo. Več družin, ki živijo v istem kompleksu, si deli eno ali dve kuhinji, ki sta ločeni od bivališč. Stene, ki obdajajo komplekse, so spojene tako, da so v osnovi neprekinjene. Zunanja vrata, ki gledajo na ulico, so običajno lesena, včasih pa tudi železna, pobarvana ali pobeljena. Stene tvorijo arhitrav okoli njih.
Včasih je več kompleksov združenih v 'blok' kompleksov, ki so vsi obdani z istim zidom, nato pa imajo svoje zidove okoli sebe. Ti 'bloki' so nastavljeni tako, da obiskovalec mimo prvega kompleksa, preden doseže drugega, itd.
Gradbeni material je lokalni kamen, medtem ko se mešanica zdrobljenega kamenja in gline uporablja tako kot malta kot omet za oblaganje sten pred beljenjem. Tako je tako pri novejših hišah kot pri starejših.
Tloris tipične hararske hiše je pravokoten. Glavna soba je velika dnevna soba, imenovana gār gār ali gār ēqäd. Gidīr gār ima več dvignjenih ploščadi, imenovanih nädäbas, ki delujejo kot sedeži ali postelje. Tipična hiša bo imela pet nädäb. Na zadnji strani gidir garja, nasproti vhodnih vrat, sta dve nädäbi: majhna ali tīt nädäba, nato pa za njo velika ali gidīr nädäba, ki je nekoliko višje. To sta dva največja nädäba. Čevlje lahko nosite do tīt nädäba, potem pa jih je treba sezuti. Tīt nädäba je mesto, kjer sedijo mlajši ljudje ali ljudje z nižjo delovno dobo. Na tej nädäbi spijo tudi otroci. V zgodovini je na emirjevem dvoru služil kot sedež za tožnike ali tožene stranke. Gidīr nädäba zasedajo starešine in ljudje, ki veljajo za starejše. V zgodovini so na emirjevem dvoru tukaj sedeli dostojanstveniki. Ko oseba umre, njeno truplo hranijo na gidīr nädäba, preden ga pokopljejo v znak spoštovanja. V gidīr nädäba se izkoplje posoda, napolni z vodo in se uporablja za umivanje telesa, nato se posoda ponovno napolni.
Amīr nädäba ali nädäba časti je rezervirana za gospodarja hiše in za častne goste; lahko je na levi ali desni, odvisno od hiše. Postavljena je tako, da lahko glava družine vidi, kdo vstopi v dom, in ustrezno ukrepa. 'Skrita' nädäba ali sutri nädäba je lahko tudi na obeh straneh, vendar je vedno za štrlečim stebrom ali maxazu. Zgodovinsko gledano je to znano kot malassay nädäba, ker so tukaj sedeli emirjevi stražarji med sestanki ali sodnimi postopki. Sutri nädäba se uporablja za spanje. Uporablja se tudi kot sedež, kjer mož počiva, ko pride domov. Končno je tu še gäbti äḥer näbäda ali tisto za vhodnimi vrati. Tako kot amīr in sutri nädäbas je tudi ta lahko na levi ali desni. V zadnjih vogalih so včasih vgrajene omare ali garderobne omare, imenovane näbäda dēras. Gotovina in pomembni dokumenti so shranjeni v skrinji v näbäda dēra. Zgornji del näbäda dēra se uporablja za shranjevanje oblačil, ki pripadajo gospodarju hiše.
Gidīr gār ima vgrajene niše, imenovane ṭāqēts, ki se uporabljajo za shranjevanje in razstavljanje osebnih stvari. So dokaj visoko in običajno jih je 11: pet na glavni steni nasproti vrat, ostale pa na drugih stenah. Dve pravokotni niši na sredini glavne stene (imenovani ēqäd ṭāqēt) se običajno uporabljata za shranjevanje knjig, zlasti Korana. Njihova pravokotna oblika naj bi spominjala na smrt in grob. Poleg 11 glavnih niš so v nädäbah včasih tudi niše, ki se uporabljajo za držanje čevljev ali kadilnice.
Na obeh straneh vhoda so odprta vrata, ki vodijo v kirtät, ki je stranska soba z nizkim stropom in lastno nädäbo. Stena med kirtätom in gidīr gār ima včasih okensko mrežo z okrasnim lesorezbarstvom. Ženske običajno ostanejo v kirtätu, ko imajo moški bärça (sestanek za žvečenje kata in meditacijo). V preteklosti je bil kirtät tudi kraj, kjer je mlada nevesta živela osamljeno 8 mesecev po poroki. V tem primeru bi bil vhod v kirtät, ki sicer nima vrat, pokrit z bambusovim zaslonom in zaveso.
Druga stranska soba z nizkim stropom, dēra, je povezana s kirtätom z majhnimi vrati. Uporablja se za shranjevanje predmetov, ki niso dovzetni za napad podgan. Zraven vrat ima stena dēre posebno nišo, kjer se hranijo aflāle. To so črne lončene posode z dolgimi vratovi in pokrite s podolgovatimi košarastimi pokrovi, imenovanimi aflāla uffas. Uporabljajo se za shranjevanje družinskega nakita in drugih dragocenosti ter popkovine družinskih otrok. Po besedah Fethie Ahmed, kustosinje kulturnega muzeja Harari, pokrovi, obrnjeni na glavo, nakazujejo, da je mož umrl in da v hiši živi vdova.
Dēra je zasebni prostor, kjer lahko mož in žena govorita, ne da bi njuni otroci poslušali. Uporabljajo ga tudi otroci med 3. in 7. letom starosti, da med ramadanom jedo zunaj pogleda javnosti, preden se začnejo ves dan postiti pri 7 letih. Dēra je zgrajena iz poroznega kamna brez cementa, da se omogoči boljše prezračevanje.
Strop nad gidīr gār se dviga do celotne višine hiše. Nad stranskimi sobami pa je zgornji nivo, imenovan kala. Prvotno je bila kala uporabljena predvsem za shranjevanje in včasih kot spalni prostor, in ni bila na noben način ločena od gidīr gār. Od poznega 19. stoletja pa običajno obstaja lesen paravan, ki ločuje oba, in kala je v bistvu postala ločeno drugo nadstropje, pogosto z več sobami, čeprav brez nädäbas ali drugih naprav. Stopnišče do kale je običajno sestavljeno iz šestih do devetih stopnic. V novejših hišah ima izrezljano leseno ograjo, v starejših pa ne.
Stropi hiš so tradicionalno izdelani iz tankih drevesnih debel, ki so jim odstranili lubje. Danes je strop prebeljen skupaj s preostalim delom hiše. Ena palica , ki je nad robom tīt nädäba, se imenuje ḥāmil; danes se nanjo obeša neonska svetilka, v preteklosti pa so nanjo obesili nojevo jajce, saj so verjeli, da bo tako zaščitilo hišo pred strelo. Danes so stropi narejeni iz lakiranih lesenih desk, pri čemer se ḥāmil odlikuje po večji velikosti in izraziti obliki.
Tla so tradicionalno izdelana iz rdeče zemlje (imenovane qēḥ afär), deli nädäbas, ki niso pokriti s preprogami ali predpražniki, pa so prav tako pobarvani rdeče. Danes so pogosto obložene s ploščicami, običajno z vsaj nekaj rdeče barve. Rdeča naj bi spominjala na prelito kri v bitki pri Čelenku.
Nekatere hiše bodo imele sosednji tīt gār ali 'majhno hišo', ki ima ločen vhod in lastno nädäbo. Tīt gār pogosto ni povezan z glavno hišo. Uporabljajo ga mlajši družinski člani, včasih pa ga oddajajo najemnikom. Od 20. stoletja nekatere hiše dodajo še eno raven nad tīt gār in jo povežejo s kalo ter ji dajo ločen vhod prek stopnišča na zunanji strani hiše.
Vsak kompleks je običajno vseboval ločeno sobo za kmečkega delavca ali služabnika, brez nädäbov ali stranskih prostorov. Tam naj bi bili tudi hlevi za krave in osle. Običajno sta tudi ena ali dve 'kuhinjski hiši', ki nista povezani s hišami in sta običajno na obeh straneh dvorišča. Te kuhinje nimajo oken, dim uhaja skozi vrata, tako da so stene sčasoma prekrite s sajami. Police iz drevesnih debel se uporabljajo za shranjevanje kuhinjskih pripomočkov.
V preteklosti so hararske hiše imele malo ali nič pohištva. Od 20. stoletja so se razširili preprosti leseni stoli v zahodnem slogu, pa tudi kovinska posteljna z vzmetnicami kapok, ki so postavljena na sutri nädäba.
Richard Francis Burton je opisal emirjev dom kot edino stavbo, katere zunanjost je bila pobeljena, kar namiguje, da večina stavb ni bila okrašena v času njegovega obiska v 19. stoletju. Večina hiš je bila še leta 1935 podobno opisana kot ne pobarvana ne pobeljena. Danes pa Harari običajno pobelijo svoje hiše z mešanico apnenca (imenovano näçih afär) vsaj enkrat in najbolje dvakrat na leto, enkrat pred ramadanom in še enkrat pred festivalom Aräfa. Ob tem se temeljito očistijo gospodinjski predmeti in košare. Danes namesto beljenja stene včasih pobarvajo z oljnimi barvami. To je lahko katera koli barva, čeprav je najbolj priljubljena zelena.
Notranje opremljanje domov običajno opravljajo ženske. Nädäbas pokrivajo s preprogami, rogoznicami in blazinami ter okrasijo stene s košarami (ki jih prav tako običajno izdelujejo ženske). Tudi danes so na stenah obešeni emajlirani krožniki in sklede. Okrasne košare so praviloma obešene simetrično in v parih. Vsako gospodinjstvo ima svoj stil dekoracije in gostje pogosto komentirajo, kako jim je všeč, kako je okrašena gostiteljeva hiša. Obstaja stereotip, da so mlajše ženske bolj izbirčne pri okraševanju svojih domov kot starejše ženske in da mlajši pari enkrat na teden ponovno nanesejo rdečo zemljo na tla, starejši pa le nekajkrat na leto.
Največje vrste okrasnih košar so tiste, ki se uporabljajo za postrežbo kruha in sladkarij na ženskih srečanjih. Te imajo visoke stožčaste pokrove, ki so obešeni nad njimi in jih prekrivajo. Obešeni so v eni ali dveh vrstah na steni za gidīr nädäba in pod nišami in so običajno v izmeničnih parih. Med ēqäd ṭāqēts, dvema pravokotnima nišama v sredini, ki se uporabljata za shranjevanje knjig, je navpična linija majhnih košarnih krožnikov, imenovanih sāgāris, skupaj z njihovimi pokrovi. Uporabljajo se za postrežbo kavnih zrn na poroki ali pogrebu. Običajno so v skupini 3, od katerih si 2 delita vzorec in obliko. Poleg amīr nädäba in dēra je stena okrašena z drugimi košarnimi krožniki v parih. Te so velike približno kot krožnik za zajtrk in se tradicionalno uporabljajo za postrežbo kruha. Dve od njih se imenujeta 'košare za taščo' ali ḥamāt mot in ju nevestina družina podari tašči na poroki.
Izseljenci iz Hararja se pogosto poskušajo držati tradicionalne ureditve doma, kadar je to mogoče, tudi v stavbah z različnimi arhitekturnimi slogi. Prikazan bo nekakšen gidīr gār, s preprogami in blazinami, ki tvorijo neformalno nädäbo, stene pa bodo okrašene s tradicionalnimi košarami Harari.

## Zanimivosti
Poleg kamnitega obzidja, ki obdaja mesto, je v starem mestnem jedru 110 mošej in veliko drugih svetišč s središčem na trgu Feres Magala. Pomembne stavbe so stolnica Medhane Alem, hiša Arthurja Rimbauda, Petkova mošejo iz 16. stoletja in zgodovinskih pet velikih vrat Hararja. Stadion Harrar Bira je domači stadion Harrar Beer Bottling FC. Tu je tudi tržnica.
Dolgoletna tradicija hranjenja lisastih hijen z mesom se je v 1960-ih razvila tudi v impresivno nočno predstavo za turiste.
Druge zanimivosti so najvišja amba, ki gleda na mesto, gora Kondudo ali "W", ki gosti starodavno populacijo divjih konj. Znanstvena misija leta 2008 je sprožila prizadevanja za njihovo ohranitev, saj so živali zelo ogrožene.
Pivovarna Harar je bila ustanovljena leta 1984. Njena piva lahko poskusite v družabnem klubu pivovarne, ki meji na pivovarno v Hararju.

### Pristnost
Harar Jugol je redek primer razmeroma dobro ohranjenega zgodovinskega mesta, ki je do danes ohranilo svojo tradicijo, urbano strukturo in bogato muslimansko kulturno dediščino Harari. Je eno izmed svetih mest islama v Afriki in glavno mesto manjšinske regije v krščanski Etiopiji. Zgodovinsko mesto je fizično omejeno in dobro definirano z obzidjem iz 16. stoletja, postavitev pa je bila ohranjena vzdolž vzhodne in jugovzhodne strani posesti. Vendar pa neustrezni posegi, kot so ometi hiš, menjava vrat iz lesa v kovina, uvedba netradicionalnih materialov in vizualni vplivi, kot so TV antene, postopoma vplivajo na avtentičnost zgodovinskega tkiva.